# زارات، شماخی
زارات (به لاتین: Zarat) یک منطقه مسکونی در جمهوری آذربایجان است که در شهرستان شماخی واقع شده است.